# Shannon (město)
Shannon je město ležící na jihozápadě Irska v hrabství Clare. Vzniklo roku 1960. Na základě rozhodnutí irského ministra Petera Barryho ze dne 19. listopadu 1981 bylo sídlo k 1. lednu 1982 povýšeno na město.
U města se nachází letiště, na němž ve čtyřicátých letech 20. století v místním baru tamní hlavní barman namíchal irskou kávu, ve které spojil kávu s whisky.